# العلاقات النيجرية النيوزيلندية
العلاقات النيجرية النيوزيلندية هي العلاقات الثنائية التي تجمع بين النيجر ونيوزيلندا.

## مقارنة بين البلدين
هذه مقارنة عامة ومرجعية للدولتين:
| وجه المقارنة                                              | النيجر          | نيوزيلندا                                              |
| --------------------------------------------------------- | --------------- | ------------------------------------------------------ |
| المساحة (كم2)                                             | 1.27 مليون      | 268.02 ألف                                             |
| عدد السكان (نسمة)                                         | 21.48 مليون     | 4.24 مليون                                             |
| الكثافة السكانية (ن./كم²)                                 | 16.91           | 15.82                                                  |
| العاصمة                                                   | نيامي           | ويلينغتون، أوكلاند                                     |
| اللغة الرسمية                                             | لغة فرنسية      | لغة إنجليزية، اللغة الماورية، لغة الإشارة النيوزيلندية |
| العملة                                                    | فرنك غرب أفريقي | دولار نيوزيلندي، الجنيه النيوزيلندي                    |
| الناتج المحلي الإجمالي (بليون دولار)                      | 8.12 مليار      | 205.85 مليار                                           |
| الناتج المحلي الإجمالي (تعادل القوة الشرائية) بليون دولار | 19.01 مليار     |                                                        |
| الناتج المحلي الإجمالي الاسمي للفرد دولار أمريكي          | 358             |                                                        |
| الناتج المحلي الإجمالي للفرد دولار أمريكي                 | 938             |                                                        |
| مؤشر التنمية البشرية                                      | 0.348           | 0.914                                                  |
| رمز المكالمات الدولي                                      | +227            | +64                                                    |
| رمز الإنترنت                                              | .ne             | .nz                                                    |
| المنطقة الزمنية                                           | ت ع م+01:00     | ت ع م+13:00، ت ع م+12:00                               |

## منظمات دولية مشتركة
يشترك البلدان في عضوية مجموعة من المنظمات الدولية، منها:
| علم المنظمة | اسم المنظمة                               | تاريخ انضمام النيجر | تاريخ انضمام نيوزيلندا |
| ----------- | ----------------------------------------- | ------------------- | ---------------------- |
|             | مؤسسة التنمية الدولية                     | 24 أبريل 1963       | 1 أكتوبر 1974          |
|             | يونسكو                                    | 10 نوفمبر 1960      | 4 نوفمبر 1946          |
|             | وكالة ضمان الاستثمار متعدد الأطراف        | 10 مايو 2012        | 22 أبريل 2008          |
|             | الأمم المتحدة                             | 20 سبتمبر 1960      | 24 أكتوبر 1945         |
|             | الفريق المعني برصد الأرض                  | ?                   | ?                      |
|             | الاتحاد البريدي العالمي                   | ?                   | ?                      |
|             | البنك الدولي للإنشاء والتعمير             | 24 أبريل 1963       | 31 أغسطس 1961          |
|             | الاتحاد الدولي للاتصالات                  | 14 نوفمبر 1960      | 3 يونيو 1878           |
|             | منظمة حظر الأسلحة الكيميائية              | ?                   | ?                      |
|             | مؤسسة التمويل الدولية                     | 7 يناير 1980        | 31 أغسطس 1961          |
|             | المركز الدولي لتسوية المنازعات الاستشارية | 14 ديسمبر 1966      | 2 مايو 1980            |
|             | منظمة التجارة العالمية                    | ?                   | ?                      |
|             | منظمة الشرطة الجنائية الدولية             | ?                   | ?                      |

## وصلات خارجية
- موقع وزارة الخارجية النيوزيلندية